# Oh La La La
〈Oh La La La〉是臺灣歌手蔡依林演唱的歌曲，由蔡依林、Richard Craker、Presto'C和溫小孚創作、Richard Craker和蔡依林製作。該歌曲為臺灣麥當勞40週年主題曲，於2023年11月20日由凌時差音樂以單曲形式發行。

## 背景
2023年10月31日，蔡依林發行網絡劇《此時此刻》主題曲〈Someday, Somewhere〉。同年11月3日，該歌曲創作者之一Richard Craker在Instagram表示赴臺灣和蔡依林完成另一個項目。
同月17日，麥當勞慶祝進入臺灣40週年，宣布邀請蔡依林擔任代言人並出演40週年主題片《簡單的快樂》，該主題片跨越五個年代，回顧麥當勞過去40年的歷程。此前，蔡依林曾多次為麥當勞代言，包括2003年的「搖搖薯條」、2004年的「布榖堡」、2005年的「搖搖薯條」。
同時，麥當勞公布蔡依林創作並演唱40週年主題曲，並在官方YouTube頻道發布歌詞版MV。同年11月19日，蔡依林宣布該歌曲將於次日正式發行。

## 創作
該歌曲屬於輕快的摩城風格，旋律奔放歡樂，歌詞朗朗上口，傳達「簡單的快樂就在我們身邊」的理念。蔡依林表示，歌曲中的「Oh La La La」象徵品嚐美食時自然發出的滿足聲音，旨在傳遞簡單的快樂。
蔡依林和曾合作〈怪美的〉、〈腦公〉及〈Someday, Somewhere〉的Richard Craker再次合作。蔡依林指出雙方已有一定信任，合作時常帶有奇特的幽默感。她表示製作過程中易猶豫，透過網路和Richard Craker遠端討論和後期混音，溝通編曲和聲響設計最為困難。她形容自己如初學者，透過上網學習樂器音色，最終完成歌曲。

## 音樂影片
2023年11月24日，蔡依林發布該歌曲的MV，由彭道森執導。MV結合超現實和舞台劇元素，呈現瘋狂奇想世界，以「童心未眠的一顆心」、「知足享受當下」及「所愛的人事物」為主軸概念。蔡依林綁立體愛心辮子頭，穿著高衩服裝，她表示MV貫徹「I'm Lovin' It」元素，並希望觀眾感受幸福和滿足。MV中蔡依林乘熱氣球降落，墜入凌亂且快節奏的辦公室環境，在高速印表機和壓力中展現奇思異想，化身華麗女王，隨節奏跳出魔性舞蹈，為辦公室帶來歡樂與魔幻氛圍。

## 獎項
2024年2月21日，第一屆金狼獎公布入圍名單，蔡依林憑藉該歌曲入圍最佳演唱表演獎，Tungus Chan、邱亞歷及何翰聰憑藉MV造型入圍最佳造型設計獎。

## 排行榜
| 排行榜（2023年） | 最高排名 |
| ---------------- | -------- |
| 中國大陸（騰訊） | 65       |

## 幕後人員
- Karma Studios—錄音室
- Richard Craker—所有樂器、混音師
- Marcus Allan—混音師、母帶後製

## 發行歷史
| 地區 | 日期           | 格式              | 經銷商     |
| ---- | -------------- | ----------------- | ---------- |
| 全球 | 2023年11月20日 | 數位下載 串流媒體 | 凌時差音樂 |

## 外部連結
- YouTube上的〈Oh La La La〉（MV幕後花絮）
- YouTube上的麥當勞40週年主題片《簡單的快樂》
- YouTube上的麥當勞40週年主題片《簡單的快樂》（幕後花絮）